# 將軍澳南海濱長廊

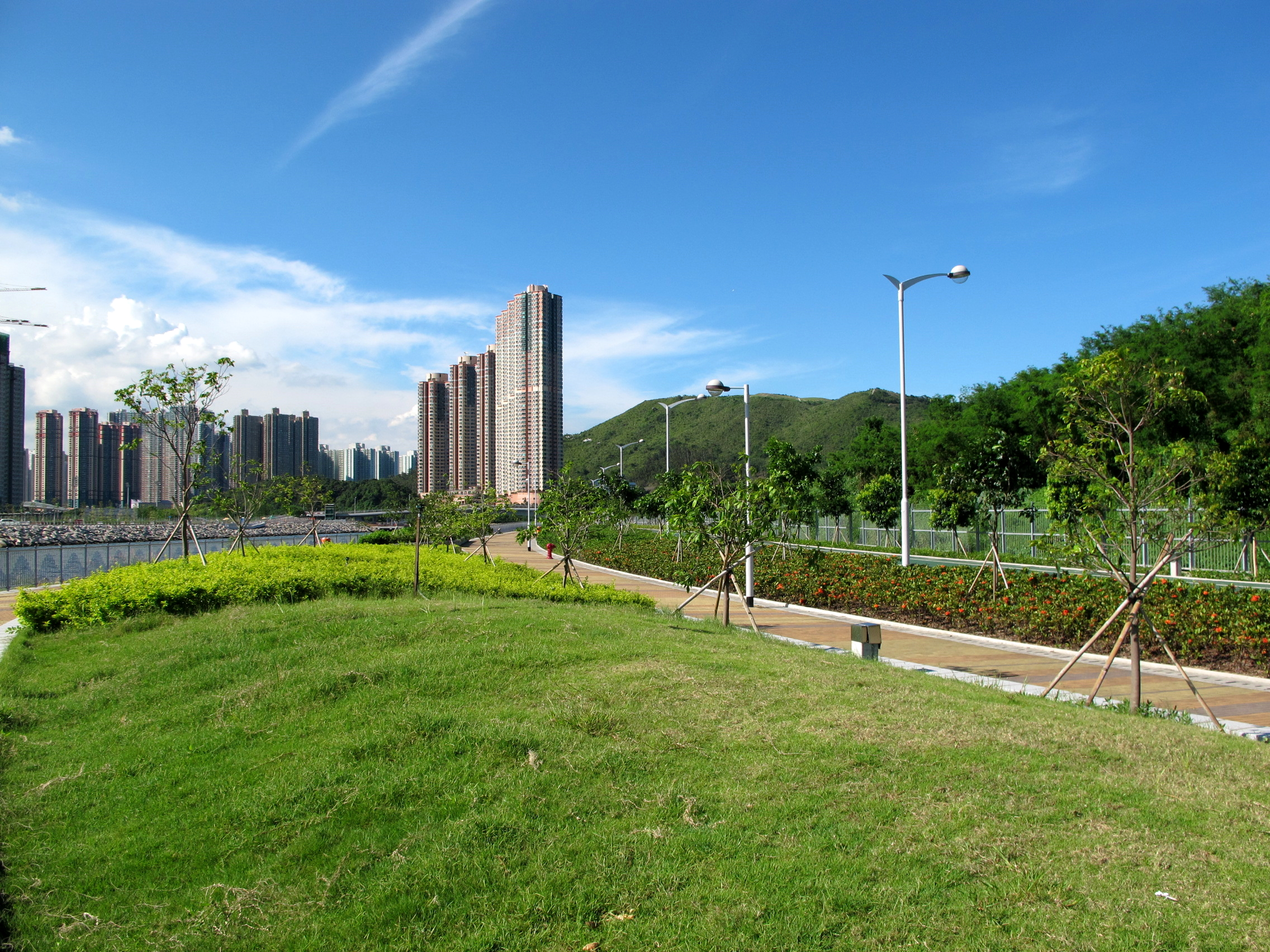
將軍澳南海濱長廊設綠化草坪

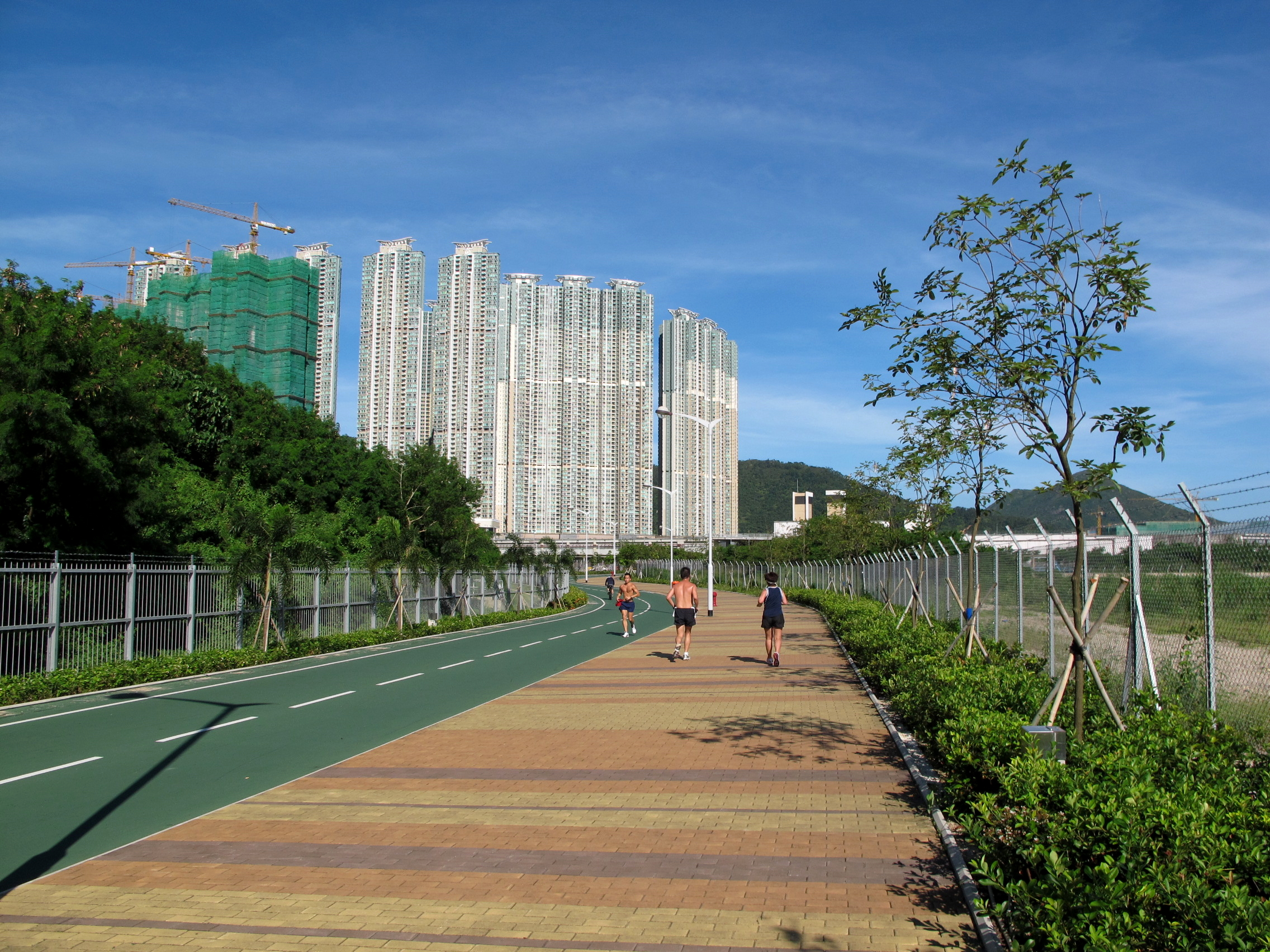
海將軍澳南濱長廊近日出康城

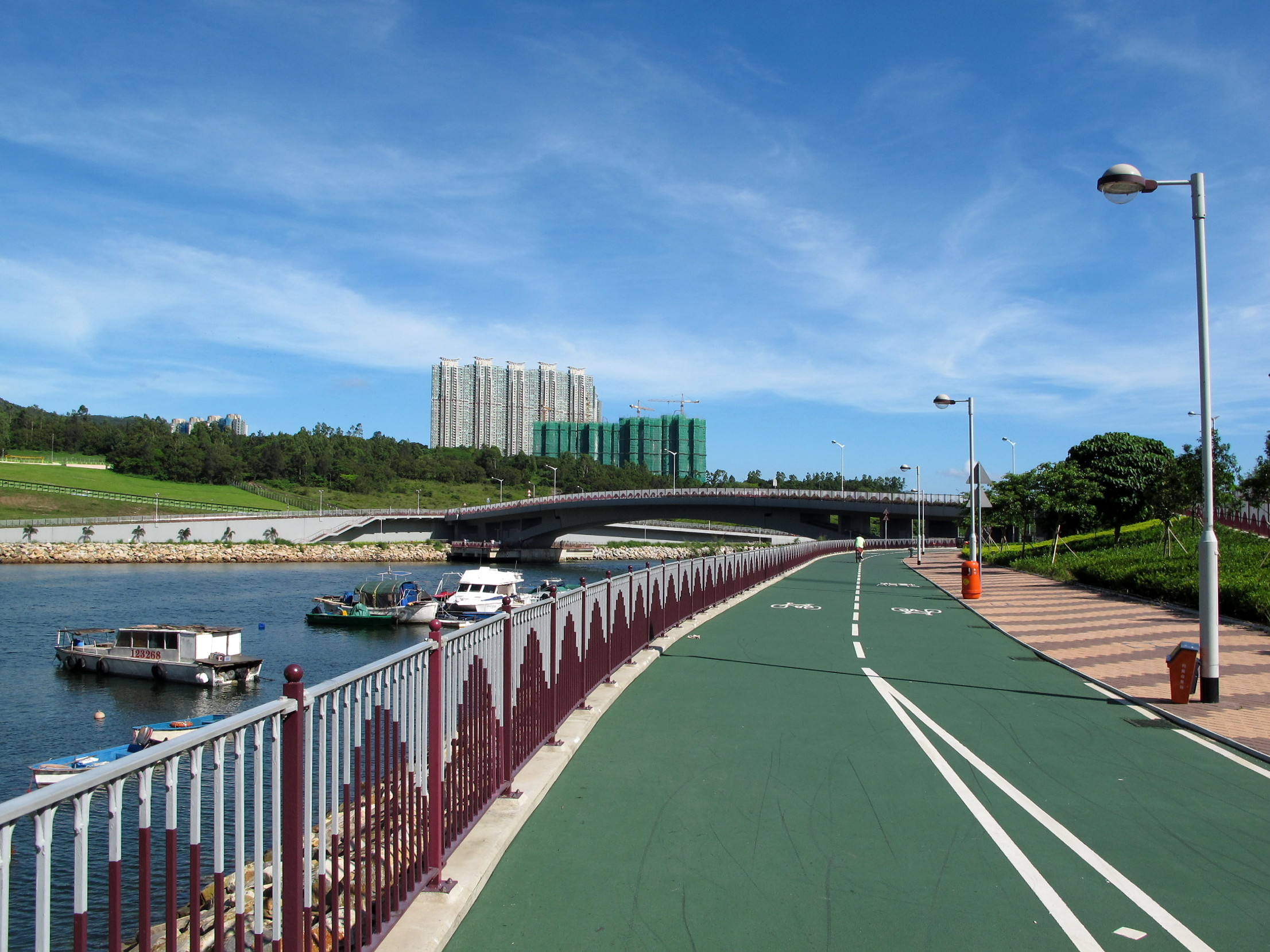
跨海天橋及遠眺將軍澳南海濱長廊

將軍澳南海濱長廊（英語：Tseung Kwan O South Waterfront Promenade），連同將軍澳市中心南部的將軍澳海濱公園俗稱「將軍澳海濱長廊」，是一處位於香港新界西貢區將軍澳新市鎮的海濱長廊。將軍澳南海濱長廊於前將軍澳第一期堆填區沿海地方興建，全長約2公里，連接將軍澳南至日出康城，屬於「將軍澳堆填區第一期發展基礎設施工程」的一部分，由路政署興建，耗資約1.5億港元，並於2012年6月6日開放。
長廊設有行人路及單車徑，近北端建有跨海天橋（稱為北橋）連接將軍澳市中心南部的至善街，中段則建有跨海行人橋（稱為將軍澳海濱南橋）連接至日出康城。長廊設有三個主要出入口，分別為距離將軍澳站約5分鐘步程的至善街（怡明邨旁）、清水灣半島南面及康城站公共運輸交匯處北面入口前往。於長廊可以觀賞到將軍澳市中心南部、調景嶺、將軍澳海域及將軍澳跨灣連接路，以至鯉魚門海峽及港島柴灣一帶的景色。

## 跨海天橋

### 北橋
在海濱長廊的北端附近，建有一條約140米的跨海橋稱為「北橋」，供予行人及騎單車人士使用，連接將軍澳市中心南部及將軍澳南海濱長廊。跨海橋西面設有一部升降機，東面則設有一段斜路到長廊上。橋底兩端均設有各2個觀景台，供予公眾觀景及釣魚。

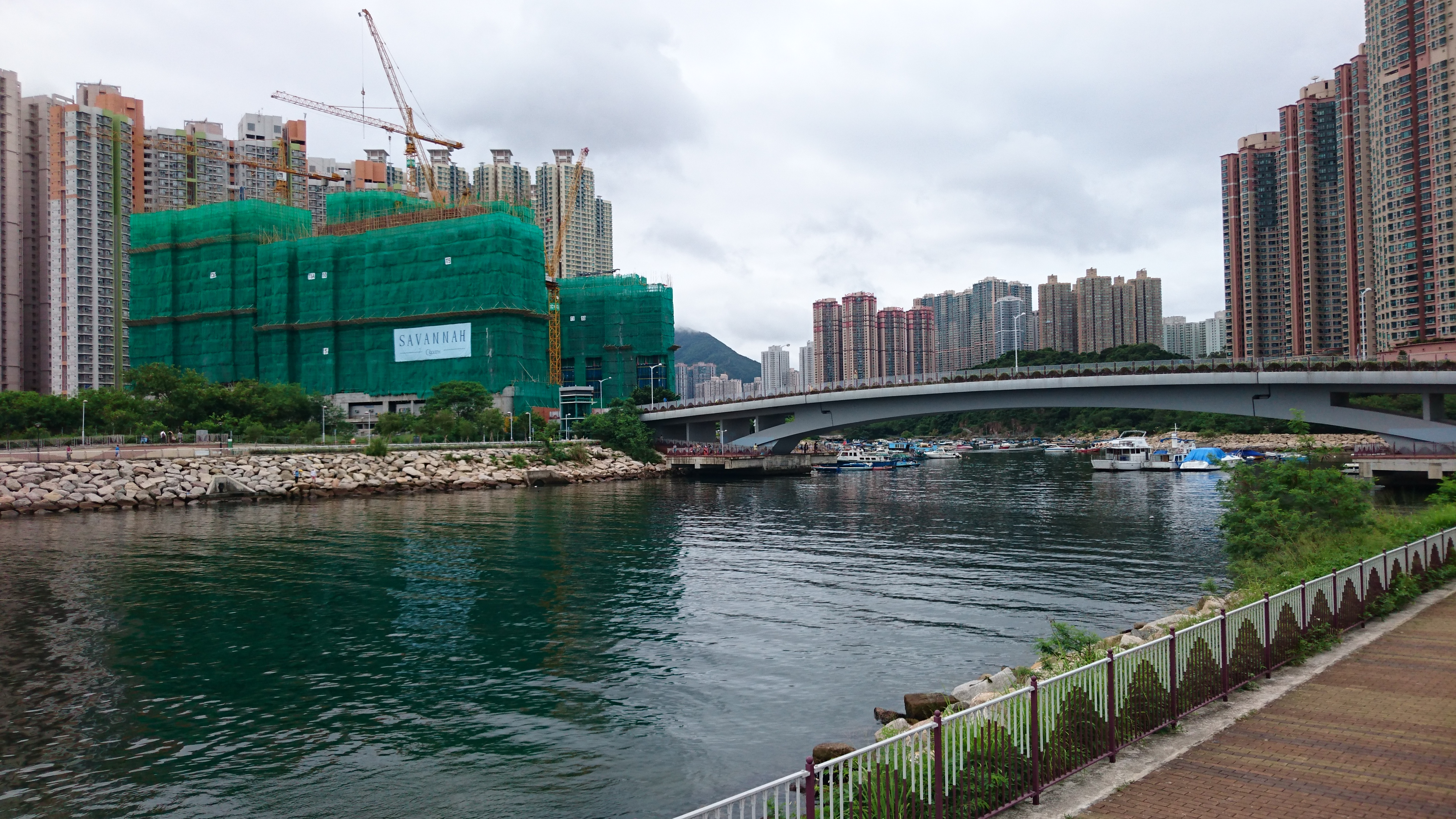
將軍澳海濱北橋

### 南橋
海濱長廊中段位置附近的一條跨海橋，稱為「南橋」，連同附近的水務及污水設施，合共將會耗資約3億港元興建，其中南橋約1.91億，項目於2020年12月16日獲立法會財委會通過，2021年第一季動工，2023年下半年竣工，連接將軍澳南海濱長廊及將軍澳海濱公園（將軍澳南屋苑MONTEREY一帶）。 （页面存档备份，存于） 橋上將不設單車徑，只採用類似香港單車館旁的共融通道方案，即行人及單車共用同一條路 （页面存档备份，存于），2024年2月2日下午4時啟用。

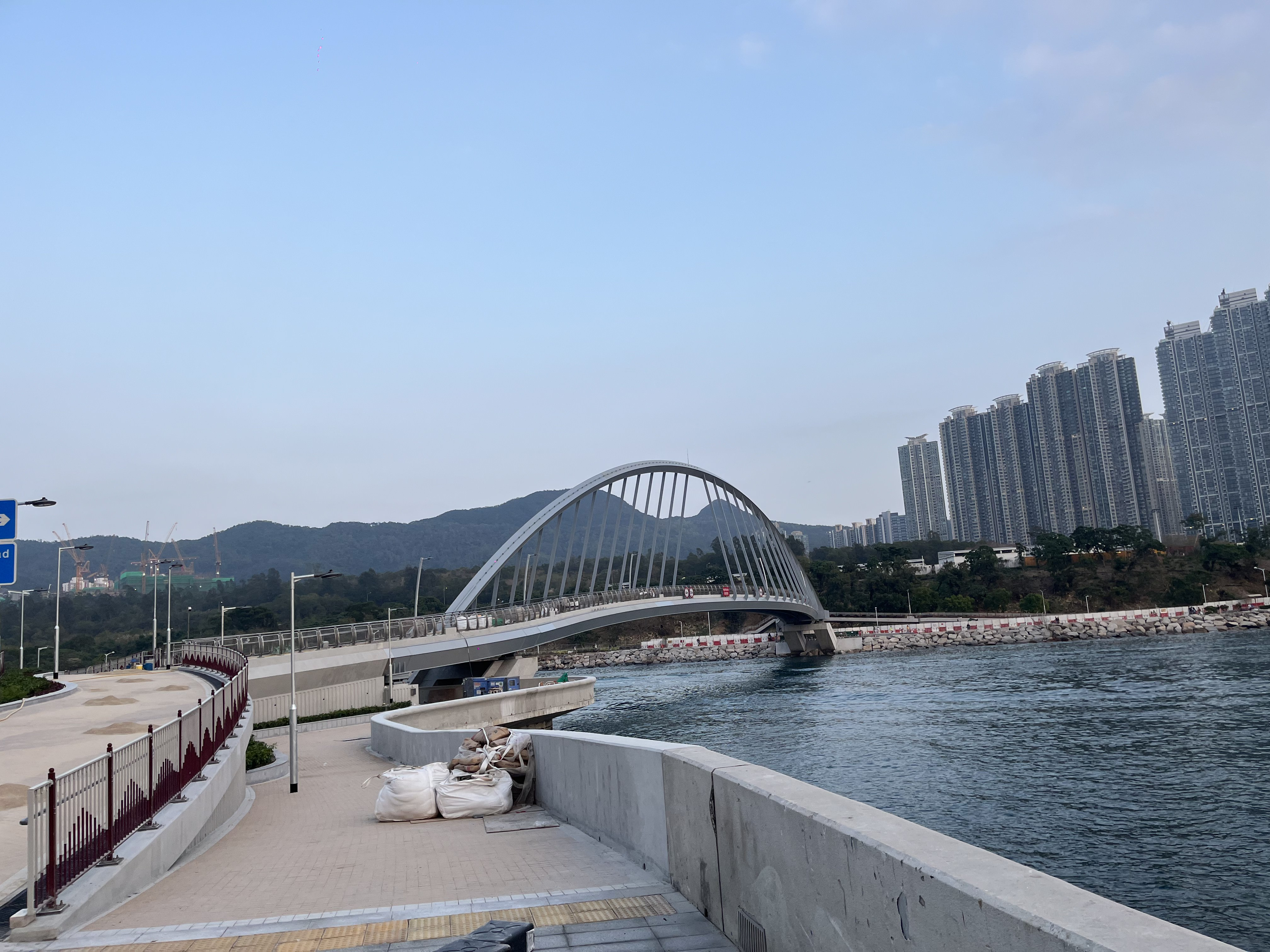
將軍澳海濱南橋

## 設施

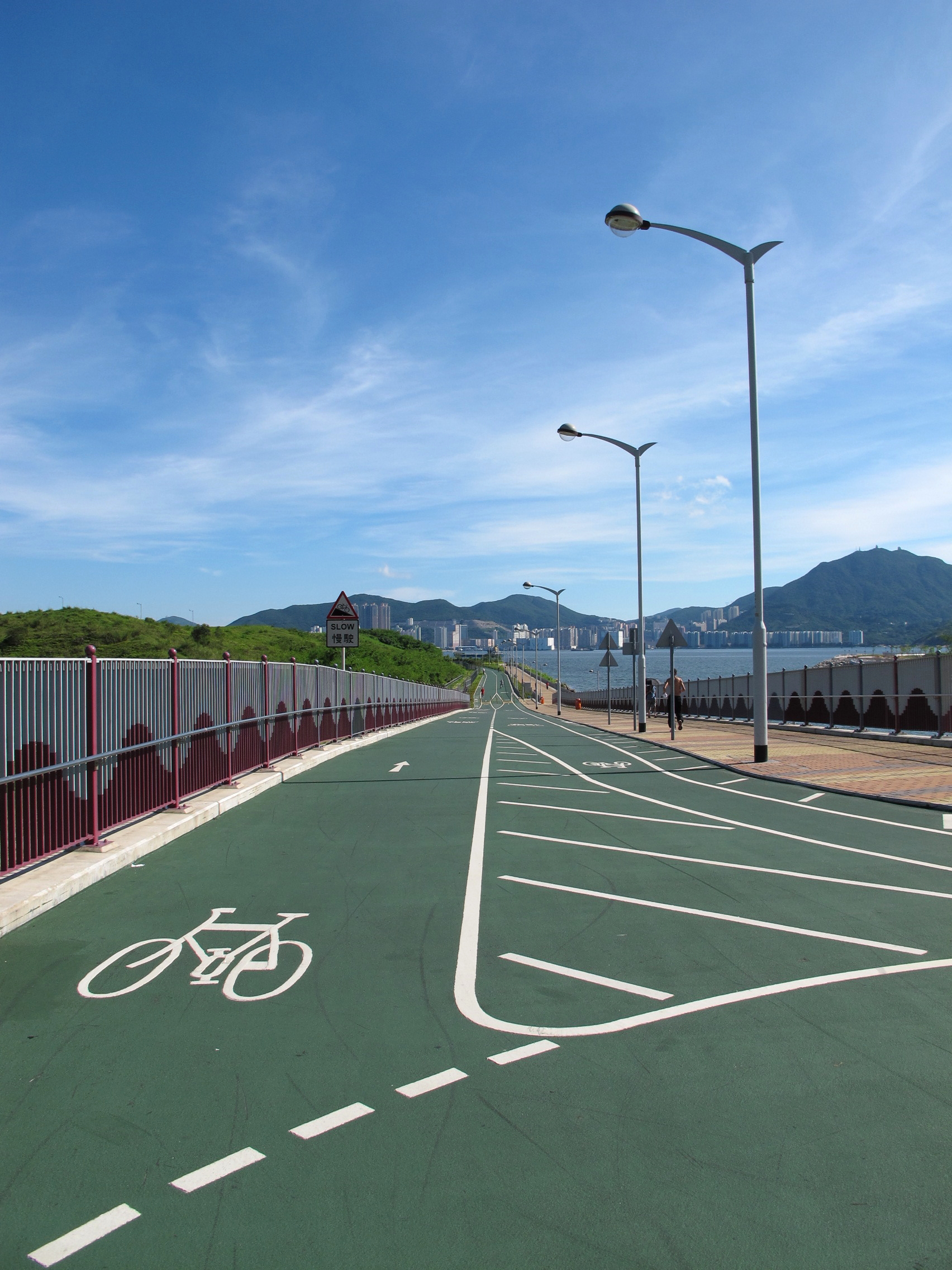
海濱長廊近跨海行人橋（北橋）的單車路段較斜，易發生意外

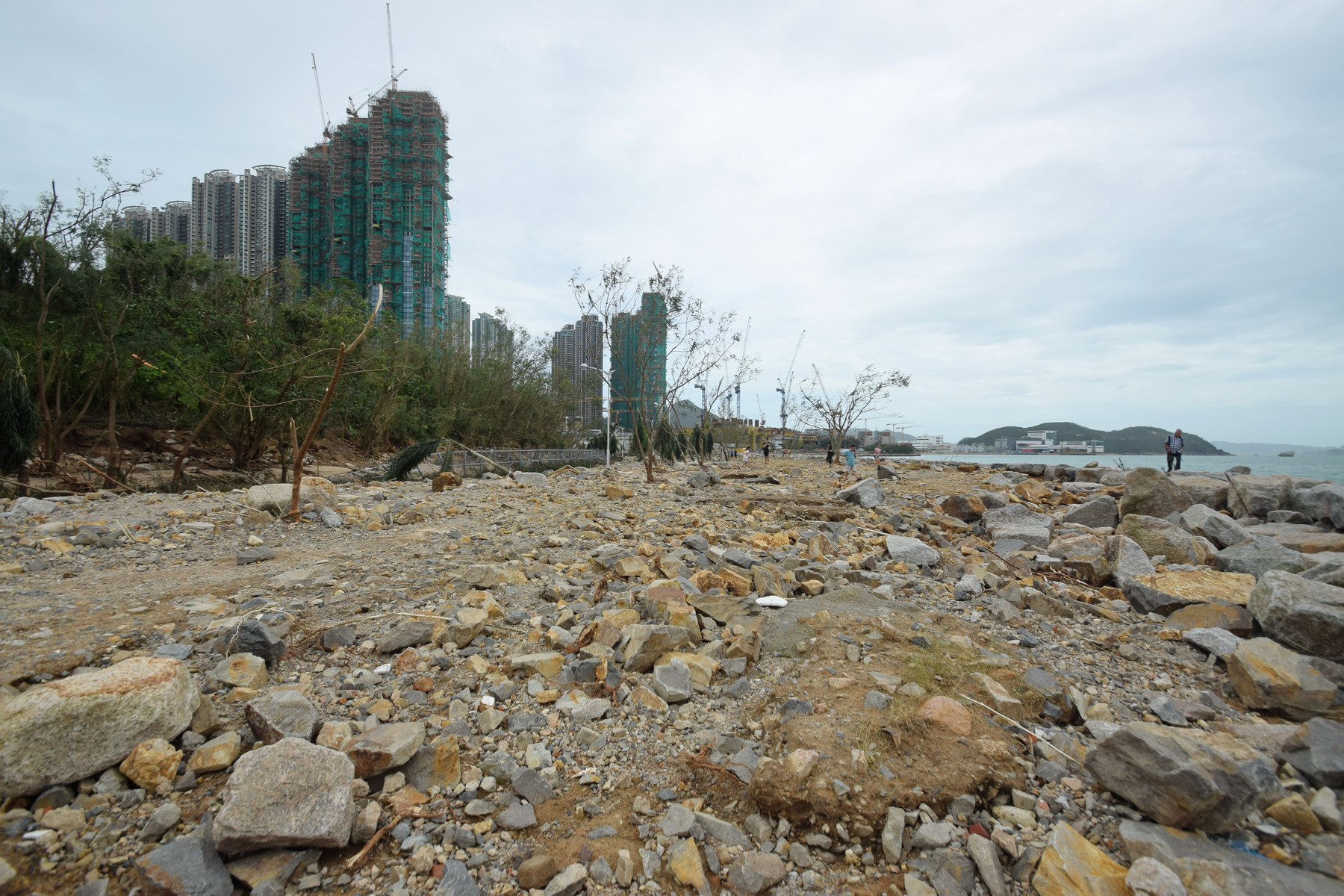
2018年9月颱風山竹襲港後，其中約一公里路段被海浪嚴重破壞，現場滿佈沙石泥濘

### 有蓋座椅及洗手間
雖然將軍澳南海濱長廊環境優美及平坦易行，但是西貢區議會區議員認為海濱長廊上的設施不足夠，例如避雨地方、洗手間及座椅等，以及沒有大樹能夠遮蔭。對此，香港政府將會於此加設有蓋座椅及3所流動洗手間。

### 指示牌
有區議員指出海濱長廊雖然路面寬闊、彎位不多，但是事實是上危機四伏，因為連接海濱長廊的跨海行人橋（北橋）路段有斜坡，單車下坡時有機會造成比較高的車速，若果有騎單車人士不留意，可能會撞向電燈柱或者扶手，容易發生意外。另外一段單車徑（近寶盈花園）上斜位存在急彎，騎單車人士容易收掣不及，撞上單車停泊處的石欄。而長廊上有一段行人路需要橫過單車徑，被指出道路上無指示牌提醒，行人容易與騎單車人士相撞。

### 防浪牆
2014年9月颱風海鷗襲港後，區內居民發現部份路面滿佈沙泥，大樹、長凳和欄杆翻倒在單車徑上，椅子被吹毀、單車徑亦見爆裂；有沙井蓋疑被海水沖到遠處，疑因颱風引發海水倒灌所致。日出康城區議員方國珊質疑承建商偷工減料，政府監督工程不力。網上「將軍澳主場」facebook專頁有區內居民張貼圖片，顯示長廊多處淪為爛地，居民紛紛表示驚訝，嘲笑是豆腐渣工程。
路政署發言人表示，近康城站的海濱長廊行人路，於颱風襲港、天文台發出八號烈風或暴風信號期間被海浪破壞，已安排承建商維修，正跟進路段損毀原因。土木工程拓展署發言人則指，已完成清理損毀路段，並正安排維修。
惟2018年9月颱風山竹襲港後，其中約一公里路段被海浪嚴重破壞，海傍的鐵欄、行人路和花圃草地都被摧毀。海岸邊的樹木連根拔起，現場滿佈沙石泥濘，單車徑裂開。有議員質疑防波堤存在設計缺陷。。
為了修復受颱風蹂躪的海濱長廊，土木工程拓展署開展防浪牆加建工程，防浪牆全長500米，高約1.1米，以「L」型方式固定在海堤和行人路之間。

## 虐殺少年案
2012年8月8日，該處發生少年浮屍案，一名就讀威靈頓教育機構張沛松紀念中學的15歲男生因出言譏諷同班16歲女生，被該同學誘騙至區內一海濱長廊，隨後被三名同黨當場毆斃，並連同另一人將之棄屍將軍澳海面。兩年後，五名兇手分別被判謀殺及誤殺罪成，判處終身監禁。

## 鄰近地方
- 播道書院
- 清水灣半島 (住宅)
- 日出康城
- 將軍澳工業邨
- 將軍澳足球訓練中心
- 體育及康樂設施，或水上活動中心（規劃中）

## 外部連結
- 將軍澳進一步發展-將軍澳第一期堆填區基礎設施工程(第一階段)，路政署
- 將軍澳堆填區第一期發展基礎設施工程(第一階段)[永久]，工程項目編號7743CL/A，土木工程拓展署
- 將軍澳堆填區第一期發展基礎設施工程[永久]，工程項目編號7716CL/B，土木工程拓展署
- 專題文章 - 將軍澳新的規模新的創造[永久]（PDF格式），土木工程拓展署